# Echeveria laui
Echeveria laui är en fetbladsväxtart som beskrevs av R. Moran och J. Meyran. Echeveria laui ingår i släktet Echeveria och familjen fetbladsväxter. Inga underarter finns listade i Catalogue of Life.

## Bildgalleri

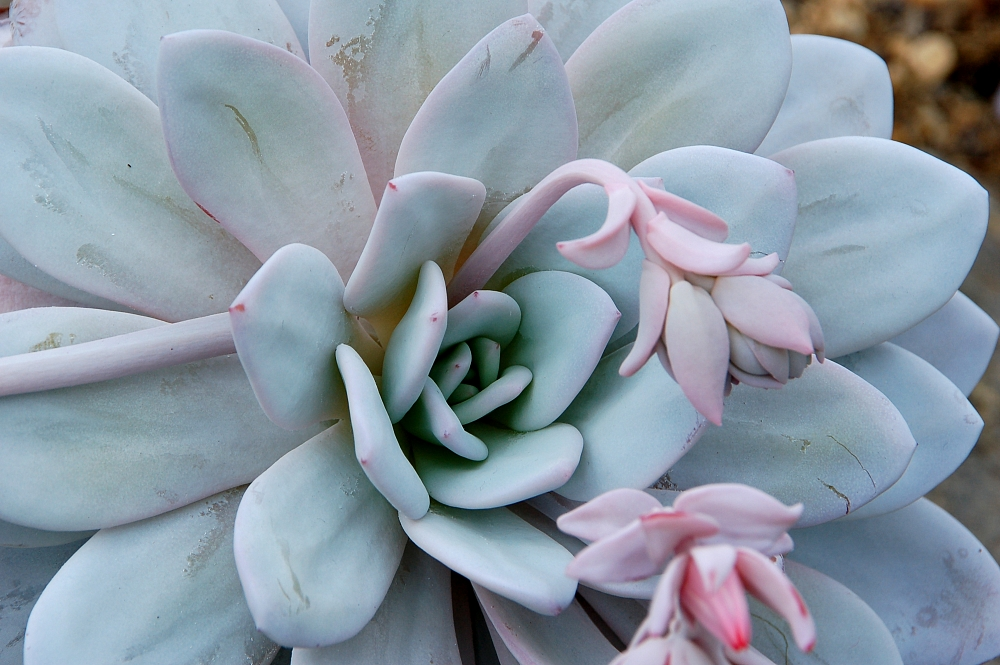
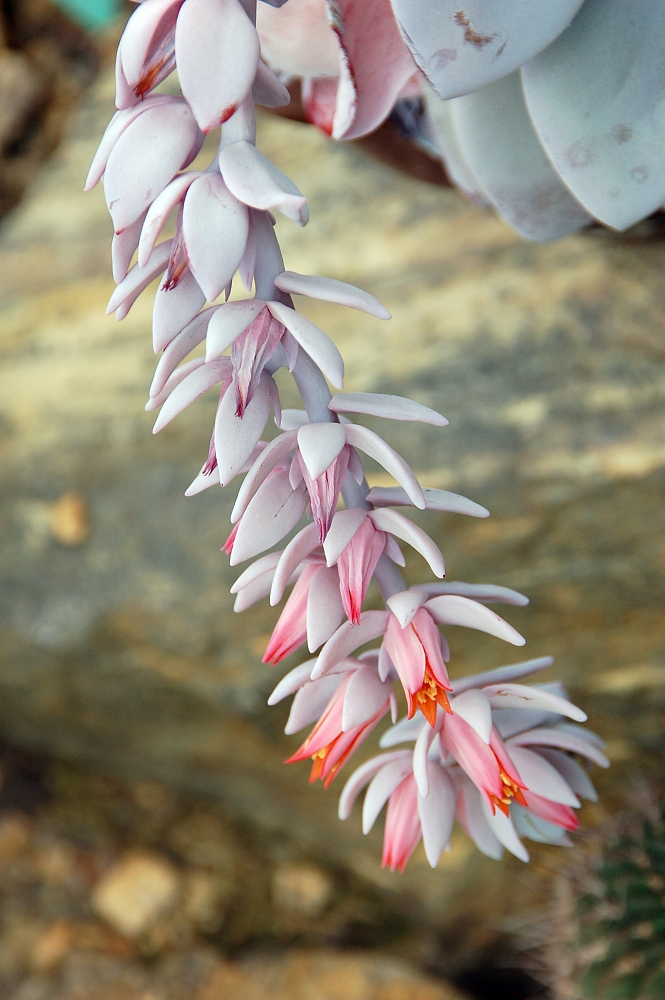
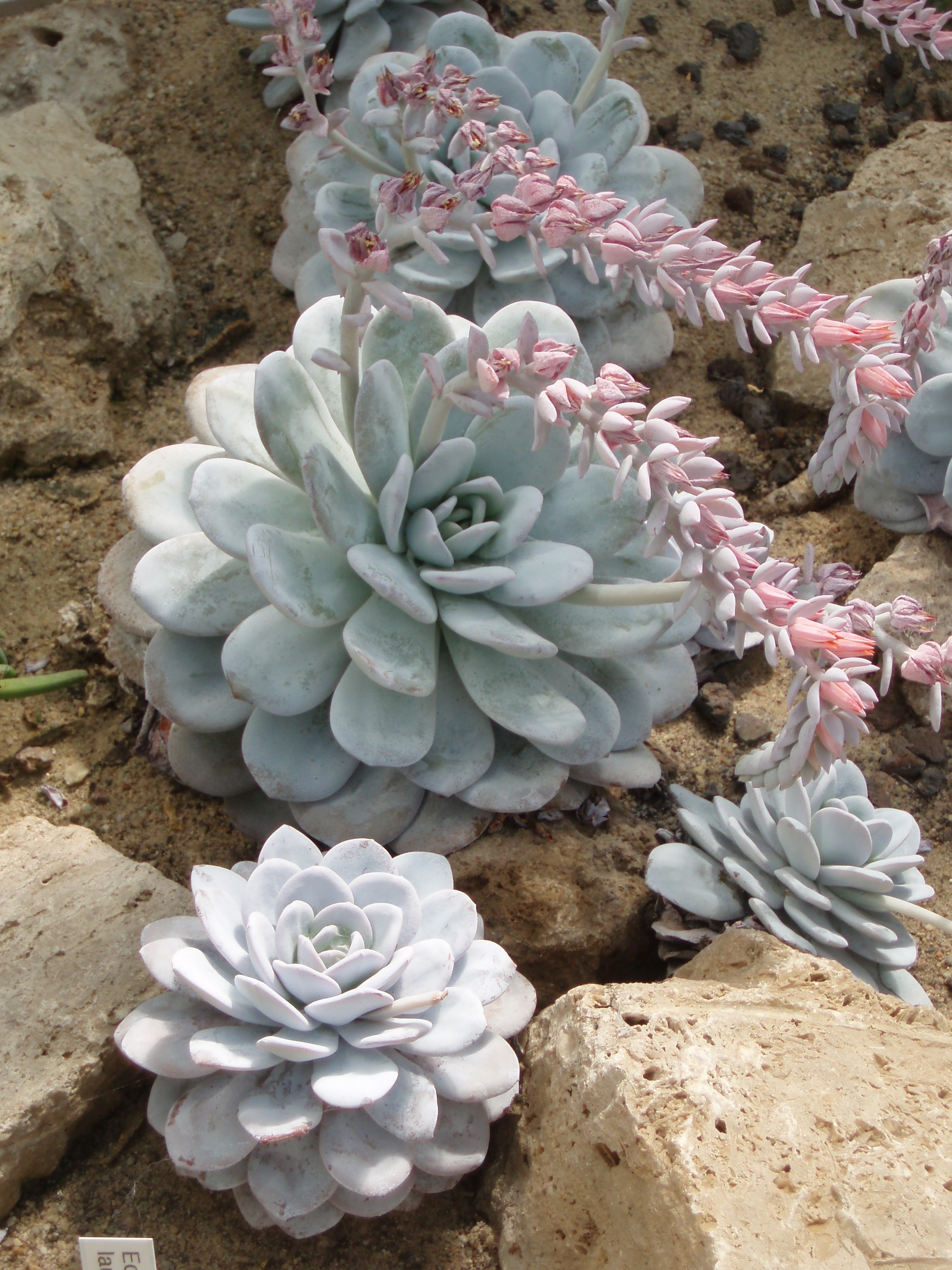
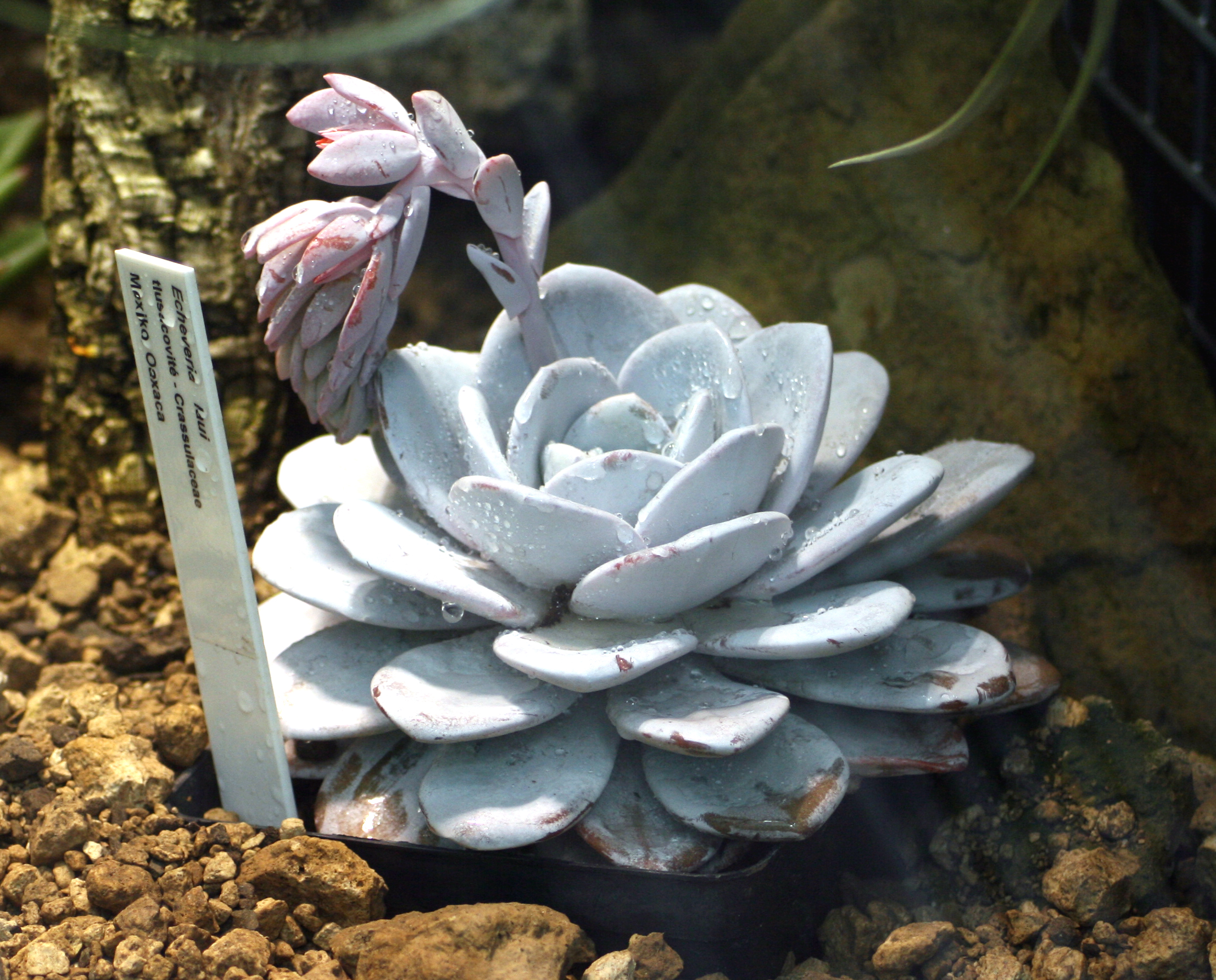
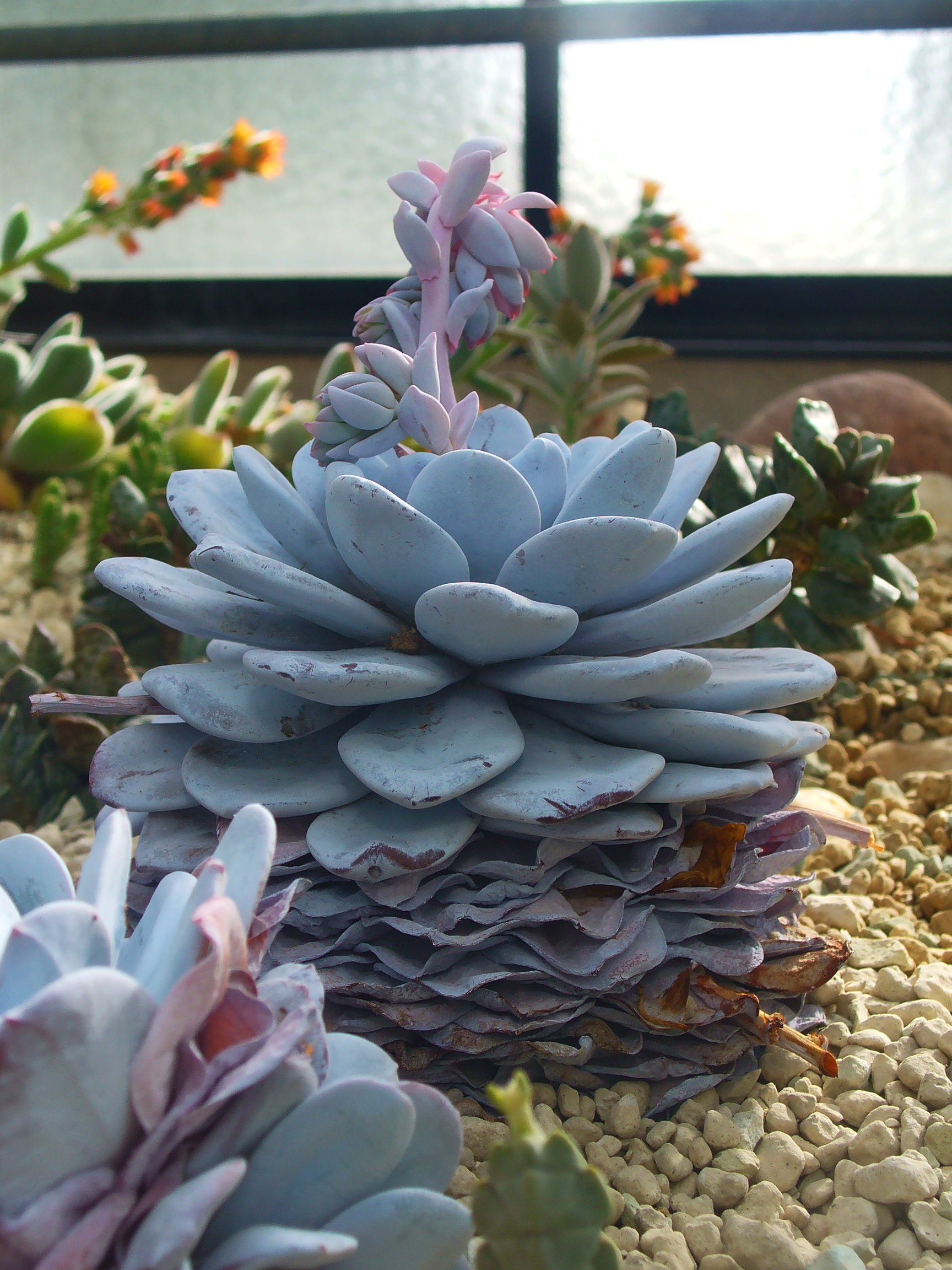
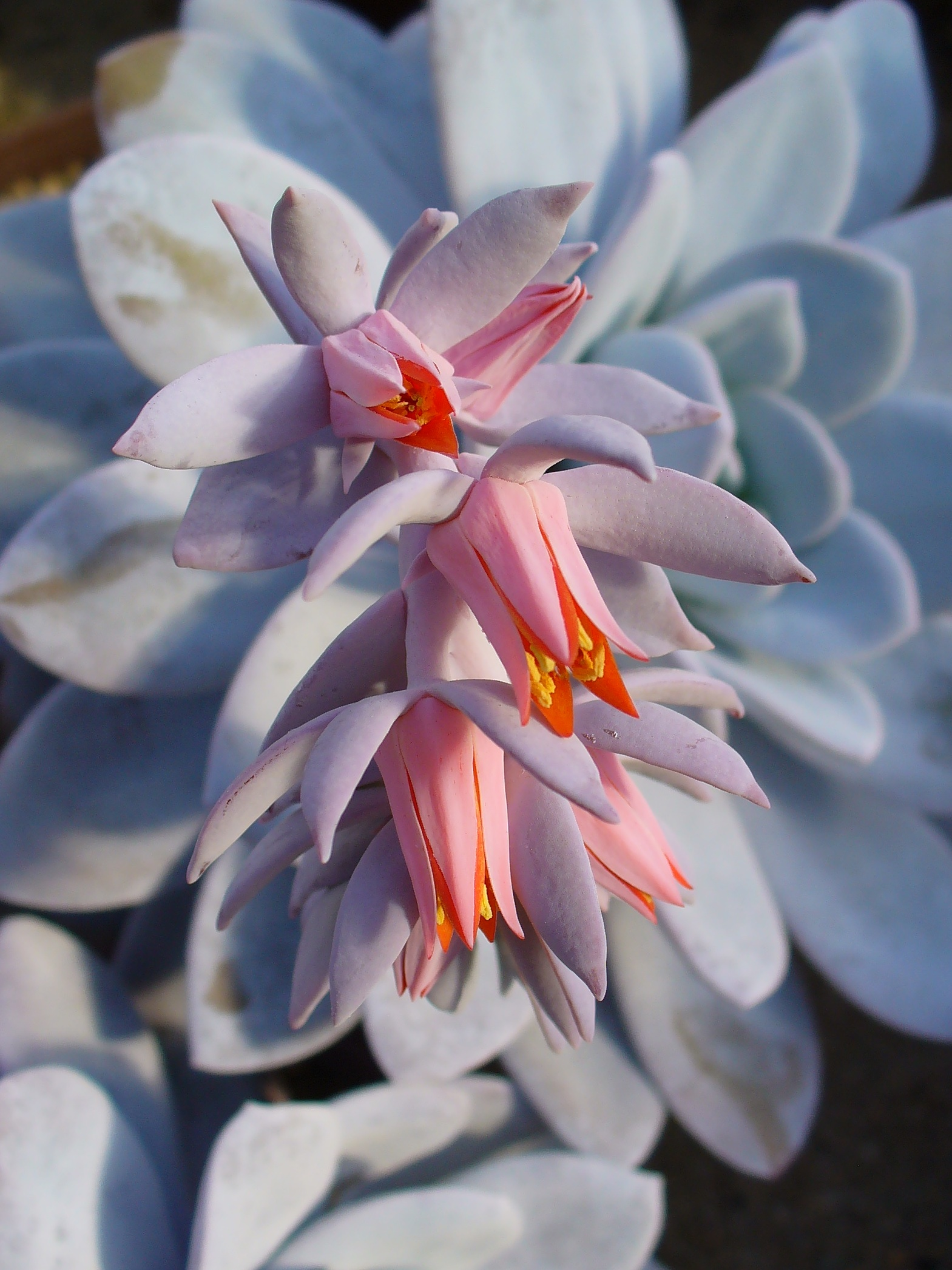